# Antichiropus minimus
Antichiropus minimus är en mångfotingart som beskrevs av Carl Graf Attems 1911. Antichiropus minimus ingår i släktet Antichiropus och familjen orangeridubbelfotingar. Inga underarter finns listade i Catalogue of Life.